# Crameria amabilis
Crameria amabilis là một loài bướm đêm trong họ Noctuidae.